# Reilly Hennessey
Reilly Hennessey (* 25. November 1995 in Vancouver, Washington) ist ein US-amerikanisch-italienischer American-Football-Spieler auf der Position des Quarterbacks. Zu seinen größten Erfolgen zählen zwei nationale Meistertitel sowie der Gewinn der Europameisterschaft 2021.

## Highschool und College

### Laufbahn
Hennessey besuchte die Camas High School, an der er auch Basketball und Baseball spielte. Nach seinem Junior-Jahr 2012 wurde er in das All-League First Team berufen. Als Senior warf Hennessey für 3.387 Yards und 38 Touchdowns und lief für drei weitere Touchdowns. Damit führte er die Papermakers erstmals in der Schulgeschichte ins Finale um die 4A-Staatsmeisterschaft in Washington State, in dem sie mit dem finalen Spielzug ihr erstes Saisonspiel verloren. Für seine Leistungen wurde er als Gatorade Washington State Spieler des Jahres ausgezeichnet. Damit war er der erste Spieler aus Camas, dem diese Ehre zuteilwurde, und der zweite aus Clark County. Darüber hinaus wurde er in das All-State First Team gewählt sowie zum Associated Press 4A Spieler des Jahres ernannt.
Als Zwei-Sterne-Rekrut verpflichtete Hennessey sich 2014 für die Eastern Washington University aus der Big Sky Conference, an der er unter anderem mit Wide Receiver Cooper Kupp zusammenspielte. In seinem ersten Jahr setzte er als Redshirt aus. Sein Debüt für die Eagles gab er am 5. September 2015 gegen die Oregon Ducks. Allerdings konnte er sich teamintern nicht durchsetzen, sodass er meist nur als Back-up fungierte.
Zur College-Saison 2017 transferierte er an die Central Washington University aus der Great Northwest Athletic Conference (GNAC) der NCAA Division II. Dort übernahm er auf Anhieb die Rolle des Starters und war ein sofortiger Leistungsträger der Wildcats, die ihre Conference gewannen. Hennessey beendete die reguläre Saison als Dritter in der GNAC mit 256,5 Offense Yards pro Spiel, worauf hin er als Newcomer des Jahres ausgezeichnet und in das erste All-GNAC Team gewählt wurde. Als Senior wurde er erneut in das First Team All-GNAC berufen sowie einstimmig zum Offensivspieler des Jahres gewählt, nachdem er die Wildcats zum geteilten GNAC-Titel geführt hatte. Sein Passing Efficeny Wert von 161,9 war der Beste der Conference. Zudem führte er die GNAC mit 289,3 Offense Yards pro Spiel an.

### Statistiken
| Jahr                    | Team                        | Spiele | Passspiel | Passspiel | Passspiel | Passspiel | Passspiel | Passspiel | Passspiel | Passspiel | Laufspiel | Laufspiel | Laufspiel | Laufspiel |
| Jahr                    | Team                        | Spiele | Cmp       | Att       | Qte       | Yds       | Avg       | TD        | Int       | Eff       | Att       | Yds       | Avg       | TD        |
| ----------------------- | --------------------------- | ------ | --------- | --------- | --------- | --------- | --------- | --------- | --------- | --------- | --------- | --------- | --------- | --------- |
| NCAA College Football   |                             |        |           |           |           |           |           |           |           |           |           |           |           |           |
| 2015                    | Eastern Washington Eagles   | 05     | 059       | 091       | 64,8 %    | 0773      | 13,1      | 04        | 03        | 144.1     | 023       | 0025      | 1,1       | 01        |
| 2016                    | Eastern Washington Eagles   | 07     | 023       | 031       | 74,2 %    | 0244      | 10,6      | 03        | 0         | 172.3     | 002       | 00-6      | −3,0      | 0         |
| 2017                    | Central Washington Wildcats | 12     | 214       | 318       | 67,3 %    | 2558      | 12,0      | 26        | 07        | 159.5     | 112       | 0578      | 5,2       | 05        |
| 2018                    | Central Washington Wildcats | 11     | 183       | 290       | 63,1 %    | 2705      | 14,8      | 21        | 05        | 161.9     | 094       | 0477      | 5,1       | 11        |
| NCAA Gesamt             | NCAA Gesamt                 | 35     | 479       | 730       | 65,6 %    | 6280      | 13,1      | 56        | 15        | 159.1     | 231       | 1074      | 4,7       | 17        |
| Quellen: stats.ncaa.org |                             |        |           |           |           |           |           |           |           |           |           |           |           |           |

## Vereinsfootball

### Laufbahn
Zur Saison 2019 der ersten italienischen Liga unterschrieb Hennessey bei den Parma Panthers. Bei seinem Debüt brach er sich den Ringfinger an seiner Wurfhand und fehlte in der Folge einige Spiele. Am letzten Spieltag der regulären Saison brach er sich denselben Finger erneut und verpasste so die Wild-Card-Runde der Playoffs, in der die Panthers ausschieden. Anschließend machte er an der Central Washington University seinen Abschluss im Hauptfach Pädagogik und diente im Herbst als studentische Hilfskraft bei den Wildcats. 2020 war Hennessey erneut als Quarterback der Panthers vorgesehen. Er war bereits in Parma, als die Covid-19-Pandemie Italien erreichte und schwere Maßnahmen nach sich zog. Auch die Football-Saison wurde abgesagt. So kehrte Hennessey in die USA zurück, wo er im Herbst an der Camas High School unterrichtete.
2021 ging Hennessey schließlich unter der Leitung von Head Coach Marc Mattioli in seine zweite Saison bei den Panthers. Er kam in allen Spielen zum Einsatz und führte sein Team dabei ungeschlagen durch die reguläre Saison, die er mit dem drittbesten Passing Efficeny Wert abschloss. Im Italian Bowl setzten sich die Panthers in der Overtime mit 40:34 gegen die Milano Seamen um Quarterback Luke Zahradka durch und wurden italienischer Meister. Hennessey erzielte dabei drei Passing und einen Rushing Touchdown. Anfang Oktober wurde Hennessey von den Schwäbisch Hall Unicorns für den German Bowl XLII verpflichtet, da der eigentliche Quarterback der Unicorns, Alexander Haupert, angeschlagen war. Mit den Unicorns verlor Hennessey das Spiel um die deutsche Meisterschaft gegen die Dresden Monarchs.
Zur GFL-Saison 2022 schloss sich Hennessey den Schwäbisch Hall Unicorns an. Ende Juni gewann er den CEFL Bowl gegen die Parma Panthers. Auch in der GFL war er mit den Unicorns erfolgreich. Nach einer ungeschlagenen regulären Saison blieben die Unicorns in den Playoffs ebenso unbesiegt, womit sie den deutschen Meistertitel gewannen. Im German Bowl XLIII erzielte er drei Passing und zwei Rushing Touchdowns, woraufhin er als German Bowl MVP ausgezeichnet wurde. Hennessey wies über die gesamte Saison hinweg die höchste Passkomplettierungsquote und den besten Passing Efficeny Wert unter den Stamm-Quarterbacks auf. Nach der Saison wurde er teamintern zum wertvollsten Offensivspieler ernannt.

### Statistiken
| Jahr                               | Team                     | Spiele | Passspiel | Passspiel | Passspiel | Passspiel | Passspiel | Passspiel | Passspiel | Passspiel | Laufspiel | Laufspiel | Laufspiel | Laufspiel |
| Jahr                               | Team                     | Spiele | Cmp       | Att       | Qte       | Yds       | Avg       | TD        | Int       | Eff       | Att       | Yds       | Avg       | TD        |
| ---------------------------------- | ------------------------ | ------ | --------- | --------- | --------- | --------- | --------- | --------- | --------- | --------- | --------- | --------- | --------- | --------- |
| Italian Football League            |                          |        |           |           |           |           |           |           |           |           |           |           |           |           |
| 2019                               | Parma Panthers           | 04     | 047       | 088       | 53,4 %    | 0655      | 13,9      | 09        | 04        | 140.6     | 037       | 0252      | 6,8       | 01        |
| 2021                               | Parma Panthers           | 08     | 109       | 181       | 60,2 %    | 1672      | 15,3      | 17        | 05        | 163.3     | 026       | 0184      | 7,1       | 02        |
| IFL Gesamt                         | IFL Gesamt               | 10     | 156       | 269       | 58,0 %    | 2327      | 14,9      | 26        | 09        | 155.9     | 063       | 0436      | 6,9       | 03        |
| German Football League             |                          |        |           |           |           |           |           |           |           |           |           |           |           |           |
| 2022                               | Schwäbisch Hall Unicorns | 08     | 098       | 134       | 73,1 %    | 1524      | 15,5      | 18        | 05        | 205.5     | 016       | 0049      | 3,1       | 04        |
| GFL Gesamt                         | GFL Gesamt               | 08     | 098       | 134       | 73,1 %    | 1524      | 15,5      | 18        | 05        | 205.5     | 016       | 0049      | 3,1       | 04        |
| Quellen: fidaf.org, stats.gfl.info |                          |        |           |           |           |           |           |           |           |           |           |           |           |           |

| Jahr                                                       | Team                     | Spiele | Passspiel | Passspiel | Passspiel | Passspiel | Passspiel | Passspiel | Passspiel | Passspiel | Laufspiel | Laufspiel | Laufspiel | Laufspiel |
| Jahr                                                       | Team                     | Spiele | Cmp       | Att       | Qte       | Yds       | Avg       | TD        | Int       | Eff       | Att       | Yds       | Avg       | TD        |
| ---------------------------------------------------------- | ------------------------ | ------ | --------- | --------- | --------- | --------- | --------- | --------- | --------- | --------- | --------- | --------- | --------- | --------- |
| Italian Football League                                    |                          |        |           |           |           |           |           |           |           |           |           |           |           |           |
| 2021                                                       | Parma Panthers           | 02     | 033       | 051       | 64,7 %    | 0481      | 14,6      | 05        | 0         | 176.3     | 013       | 0048      | 3,7       | 01        |
| IFL Gesamt                                                 | IFL Gesamt               | 02     | 033       | 051       | 64,7 %    | 0481      | 14,6      | 05        | 0         | 176.3     | 013       | 0048      | 3,7       | 01        |
| German Football League                                     |                          |        |           |           |           |           |           |           |           |           |           |           |           |           |
| 2021                                                       | Schwäbisch Hall Unicorns | 01     | 013       | 023       | 56,5 %    | 0164      | 12,6      | 02        | 01        | 136.4     | 006       | 0013      | 2,2       | 0         |
| 2022                                                       | Schwäbisch Hall Unicorns | 03     | 032       | 045       | 71,1 %    | 0564      | 17,6      | 09        | 02        | 233.5     | 023       | 0111      | 4,8       | 04        |
| GFL Gesamt                                                 | GFL Gesamt               | 04     | 045       | 068       | 66,2 %    | 0728      | 16,2      | 11        | 03        | 200.7     | 029       | 0124      | 4,3       | 04        |
| European League of Football                                |                          |        |           |           |           |           |           |           |           |           |           |           |           |           |
| 2023                                                       | Stuttgart Surge          | 7      | 130       | 204       | 63,7 %    | 1679      | 12,9      | 14        | 3         | 106,23    | 51        | 211       | 4,1       | 6         |
| ELF Gesamt                                                 | ELF Gesamt               | 7      | 130       | 204       | 63,7 %    | 1679      | 12,9      | 14        | 3         | 106,23    | 51        | 211       | 4,1       | 6         |
| Quellen: fidaf.org, stats.gfl.info, sportsmetrics.football |                          |        |           |           |           |           |           |           |           |           |           |           |           |           |

## European League of Football
Zur Saison 2023 der European League of Football (ELF) wurde Hennessey von Stuttgart Surge verpflichtet. Das Team befand sich zu diesem Zeitpunkt nach einer sieglosen Saison im Umbruch. Unter anderem war ein Austausch des Coaching Staffs erfolgt, bei dem sich auch der vorherige Head Coach der Schwäbisch Hall Unicorns, Jordan Neuman, dem Stuttgarter Franchise angeschlossen hatte. Hennessey führte das Team zu einem erfolgreichen Saisonstart mit drei Siegen, musste dann jedoch aufgrund einer Verletzung auf die Injured Reserve List gesetzt werden. Zur elften Spielwoche kehrte er in den aktiven Roster zurück. Zusammen mit Stuttgart Surge schaffte er den Sprung in das Championship Game der European League of Football. Dort verlor er das Finale knapp gegen Rhein Fire mit 34-53 und wurde nach der Saison zum siebtbesten Spieler der Spielzeit ausgezeichnet.

## Nationalmannschaft
Hennessey, dessen Vater italienischer Abstammung ist, nahm 2021 die italienische Staatsbürgerschaft an. Daraufhin wurde er in die italienische Nationalmannschaft berufen, mit der er als Back-up von Luke Zahradka an der Europameisterschaft 2021 teilnahm. Im Finale gegen Schweden trug Hennessey mit einer Passkomplettierung für 14 Yards zum Gewinn des Europameistertitels bei.